# Argiolaus niloticus
Argiolaus niloticus är en fjärilsart som beskrevs av Henry Stempffer och Bennett 1958. Argiolaus niloticus ingår i släktet Argiolaus och familjen juvelvingar. Inga underarter finns listade i Catalogue of Life.